# ونیمبلم
ونیمبلم (به انگلیسی: Vaniyambalam) یک زیستگاه انسانی در هند است که در Malappuram district واقع شده‌است.